# Gustavo Hauser
Gustavo Hauser (Milano, 24 dicembre 1891 – 19 agosto 1969) è stato un calciatore italiano, di ruolo centrocampista.

## Carriera
Giocò nel Milan come centrocampista per un'unica partita, il preliminare di campionato contro l'US Milanese il 3 marzo 1907. Hauser aveva 15 anni, risultando in assoluto uno dei giocatori più giovani mai schierati dai rossoneri.
Nel medesimo anno, con il Milan è poi divenuto campione d'Italia.
Venne sepolto al Cimitero maggiore di Milano, ove i suoi resti sono poi stati raccolti in una celletta.

## Palmarès

### Calciatore

#### Club

##### Competizioni nazionali
- Campionato italiano: 1

Milan: 1907